# Emine Hatun
Emine Hatun (1389 – 1449) byla třetí ženou osmanského sultána Mehmeda I. a matkou sultána Murada II. Mimo jiné je babičkou sultána Mehmeda II.

## Biografie
Byla provdána za Mehmeda I. v roce 1403. Byla dcerou Nasıreddin Mehmed Bey, pátého vůdce Dulkadirisu. Tento sňatek uzavřel mír mezi Osmany a tímto malým státem. Její hrobka je známá pod jménem Hatuniye Tomb v Muradiye v Burse.